# Alexandru G. Golescu
Alexandru G. Golescu (Bucareste, 1819 — Rusăneşti, Condado de Olt, 15 de agosto de 1881) foi um político romeno que foi primeiro-ministro de seu país em 1870 (de 14 de fevereiro a 1 de maio).